# George Edalji
George Ernest Thompson Edalji (březen 1876, West Midlands, Velká Británie – 17. červen 1953, Welwyn Garden City, Velká Británie) byl advokát, který se stal obětí anglického justičního systému. V roce 1903 byl nespravedlivě odsouzen na 7 let vězení za úmyslné mrzačení koní. Jeho případ se stal známým po celém světě poté, co na Edaljiho nevinu začal poukazovat spisovatel sir Arthur Conan Doyle.

## Život a rodina
George Edalji byl nejstarší ze tří dětí v rodině křesťanského vikáře Shapurjiho Edaljiho a Charlotty Edaljiové, rozené Stonehamové. Otec pocházel z komunity Pársů v indické Bombaji, matka byla Britka. Shapurji Edalji se v 70. letech 19. století usadil v obci Great Wyrley ve Staffordshiru. Místní lidé ho však nepřijali, neboť nechápali, jak by se Asiat mohl stát duchovním křesťanské církve. George Edalji studoval práva v Birminghamu, kde mu byla udělena cena právnické asociace Law Society, jež je udělována nejlepším studentům. V roce 1898 se stal advokátem. Napsal knihu o právních předpisech na železnici Railway Law for the "Man in the train", která měla sloužit jako průvodce pro cestující.
George Edalji zemřel 17. června 1953 na koronární trombózu.

## Obvinění
V roce 1903 byl George Edalji obviněn z mrzačení koní a psaní výhrůžných dopisů a odsouzen k 7 letům vězení. Policie se domnívala, že George Edalji obětoval koně cizím božstvům, ale jejich tvrzení nebyla podložena žádnými přímými důkazy. Místo dopadení skutečného viníka se místní policie soustředila na odsouzení Edaljiho.
Ještě před vypuknutím případu s mrzačením koní dostávala rodina Edaljiových výhrůžné dopisy. Místní policie však byla přesvědčena, že autorem dopisů je sám George, a vůbec se jimi nezabývala.
V době Edaljiho uvěznění mrzačení koní pokračovalo. Byl z nich usvědčen jiný pachatel, ale Edalji ve vězení zůstal za údajné psaní výhrůžných dopisů. Dlouho poté, co celá událost upadla v zapomnění, se k tomuto činu a ke psaní mnoha dalších podobných dopisů přiznal sedmapadesátiletý dělník Enoch Knowles. Edalji byl z vězení propuštěn po třech letech, v roce 1906. V tisku byla případu věnována velká pozornost. Do kampaně za přezkoumání Edaljiho případu se zapojil i spisovatel Arthur Conan Doyle. Ve Velké Británii tehdy chyběl odvolací soud (byl vytvořen až v roce 1907) a Doyle se v článcích pro Daily Telegraph zasazoval o vytvoření vyšetřovací komise, která by Edaljiho odsouzení a uvěznění přezkoumala. Případ byl znovu otevřen a po dalších soudních jednáních byl nakonec George Edalji omilostněn a mohl se vrátit ke svému povolání advokáta. Nikdy mu však nebylo přiznáno žádné odškodnění.

## Literární zpracování
Příběh George Edaljiho a roli Arthura Conana Doyla v jeho případu zachycuje kniha Conan Doyle and the Parson's Son: The George Edalji Case, osudy členů celé rodiny Edaljiových je zobrazen v knize The Edalji Five and the Shadow of Sherlock Holmes. V češtině vyšla v roce 2007 kniha britského spisovatele Juliana Barnese Arthur & George. Tato kniha kombinuje prvky historického románu a biografie Arthura Conana Doyla a George Edaljiho.